# Flughafen Kuching

i8
i11
i13
Der Kuching International Airport (IATA-Code: KCH, ICAO-Code: WBGG) ist der sowohl zivil als auch militärisch genutzte Flughafen der Stadt Kuching des malaysischen Bundesstaates Sarawak auf Borneo.
1962 errichtete eine britische Militärdivision einen Flugplatz am heutigen Flughafenstandort. Die Royal Air Force Station Kuching, kurz RAF Kuching, diente Transportfliegern und beherbergte zeitweise Detachements der in RAF Tengah stationierten Abfangjäger.
Heute ist der Flughafen zahlenmäßig der zweitgrößte Flughafen in Malaysia; hinter dem Kuala Lumpur International Airport der Hauptstadt Kuala Lumpur. Der Flughafen verfügt unter anderem über eine einzelne Start- und Landebahn und ein modernes Passagierabfertigungsgebäude.
Am 1. März 2006 schloss man die größten Teile einer Generalüberholung und Erweiterung des Flughafens ab, die unter anderem die Errichtung eines neuen Abfertigungsgebäudes und die Erweiterung des Rollwege- und Pistensystems umfassten. Die Pistenverlängerung auf 3750 m soll noch 2007 abgeschlossen werden.
Neben einem dichten regionalen Streckennetz verfügt KIA auch über internationale Strecken nach Singapur und China. Wichtigste Fluggesellschaft vor Ort ist die malaysische Billigfluglinie AirAsia.

## Flughafengelände

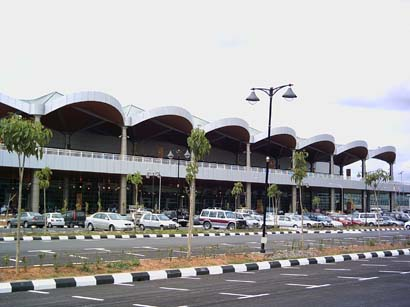
Passagierabfertigungsgebäude

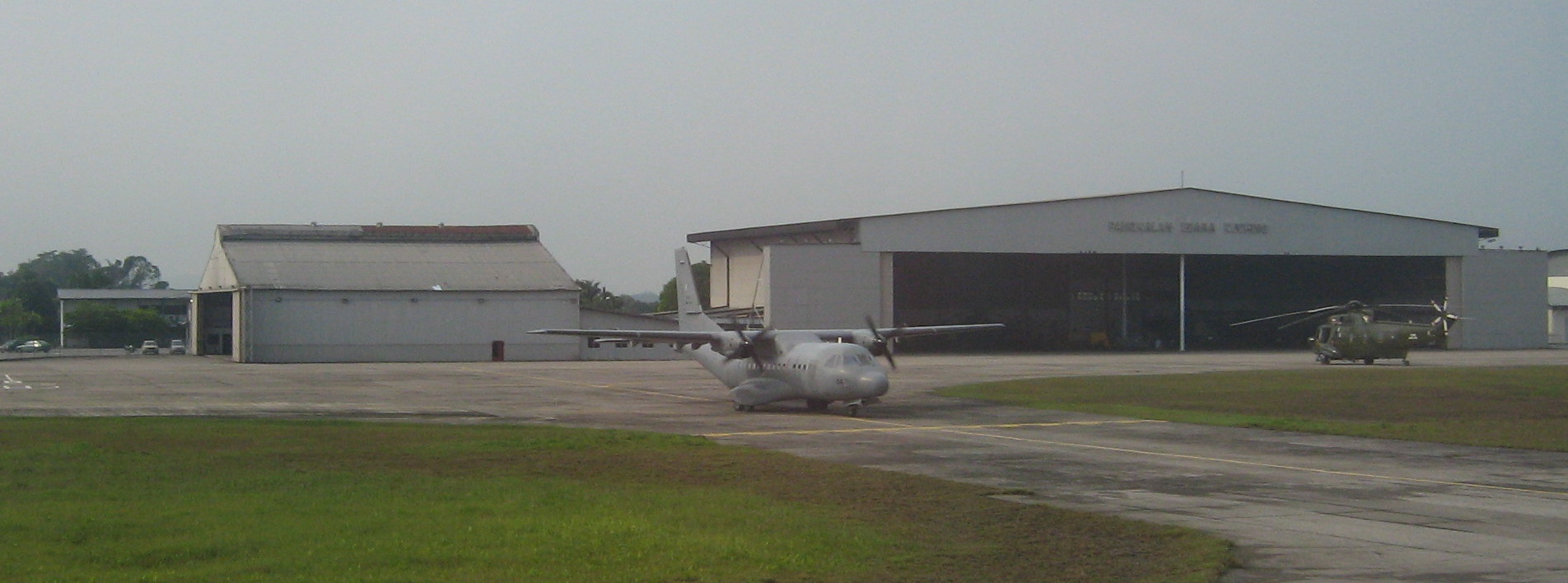
Militäreinrichtungen

Das Flughafenareal erstreckt sich auf einer Fläche von rund 190 ha entlang der einzigen, 2,5 km langen Start- und Landebahn in Ost-West-Richtung.
Nördlich der Piste verläuft eine parallele Rollbahn (Taxiway) auf einer Länge von 1800 m. Diese Bahn ist mit drei An- und Abrollwegen mit der Piste verbunden. Sowohl die Start- und Landebahn als auch die Rollbahn werden zurzeit auf 3750 m Länge verlängert und können nach Abschluss der Bauarbeiten vom Airbus A380, dem größten Passagierflugzeug der Welt, befahren werden.
Das heutige Passagierabfertigungsgebäude befindet sich am selben Standort, wie das ehemalige Fluggastgebäude, nördlich der Piste. Davor befindet sich ein 55.000 Quadratmeter großes Vorfeld. Es bietet rund 15 Flugzeugen verschiedener Größen Platz. Die Einrichtungen der Flugsicherung und der Kontrollturm (Tower) sind östlich des Fluggastgebäudes angesiedelt.
Wartungshangars befinden sich sowohl westlich des Passagiergebäudes, als auch südlich der Piste. Der Großteil der Anlagen südlich der Start- und Landebahn benutzt die malaysische Luftwaffe, die in Kuching einen Luftwaffenstützpunkt betreibt.

## Passagierabfertigungsgebäude

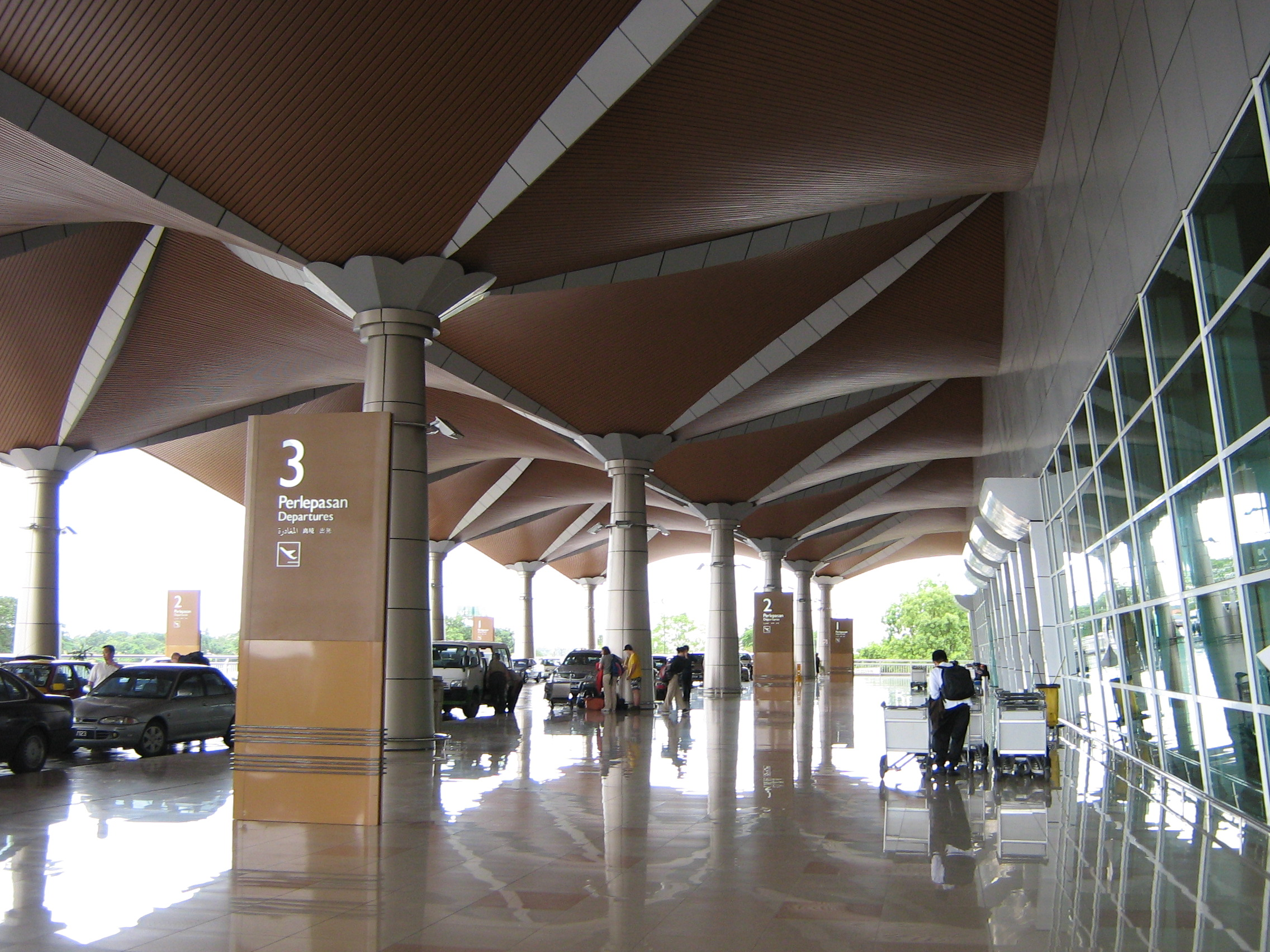
Anfahrtsstraße auf Abflugsebene

Das neue, moderne Passagierabfertigungsgebäude wurde offiziell am 17. April 2006 vom malaysischen Premierminister Datuk Seri Abdullah Ahmad Badawi eingeweiht.
Das dreistöckige Fluggastgebäude ist in einen internationalen und einen nationalen Bereich unterteilt und besteht aus einem Hauptabfertigungsgebäude und einem direkt angebundenen, vorgelagerten Piergebäude. Das Piergebäude lässt sich weiter in einen einstöckigen und einen zweistöckigen Gebäudeflügel unterteilen.

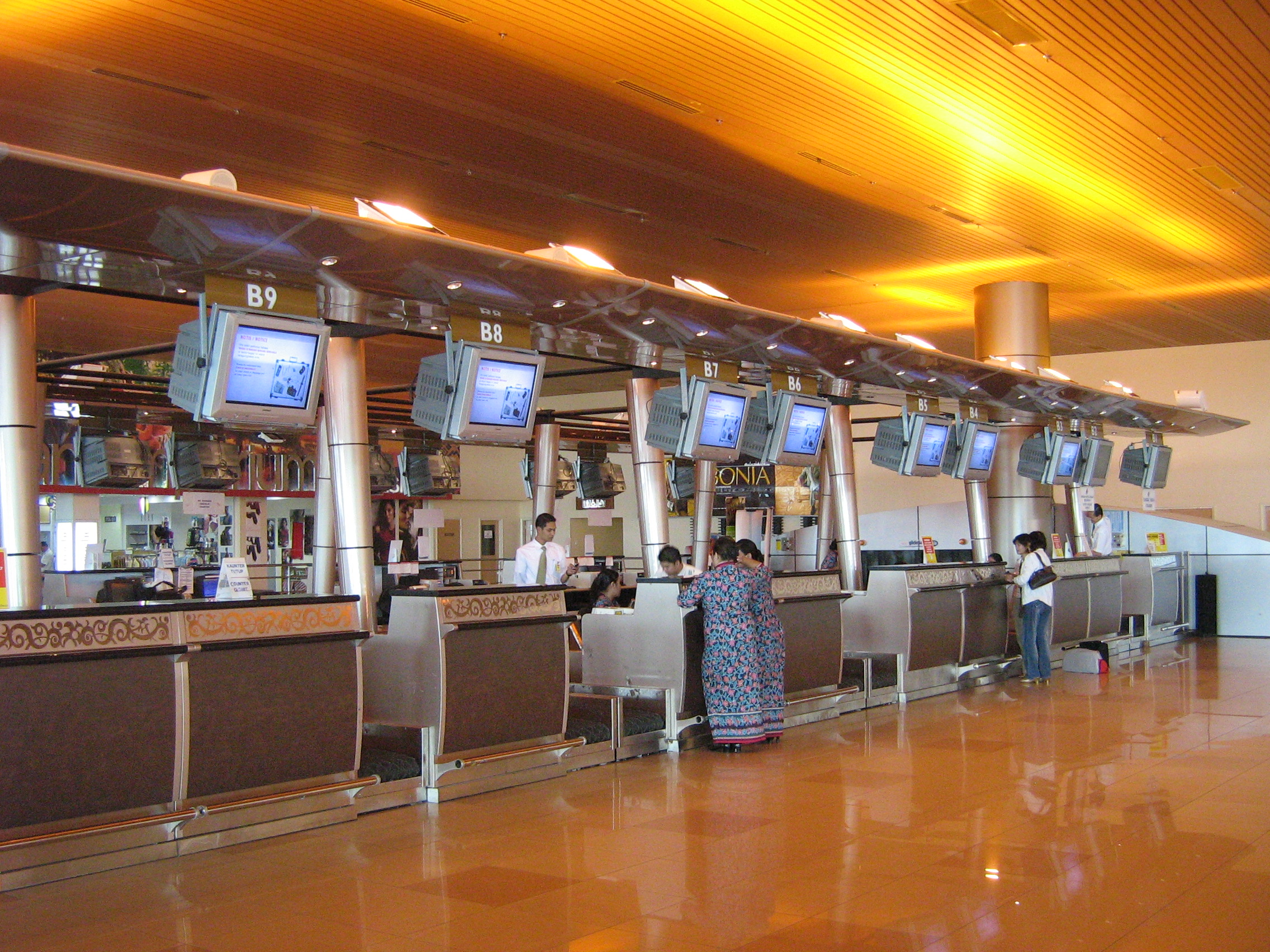
Check-In-Schalterreihe

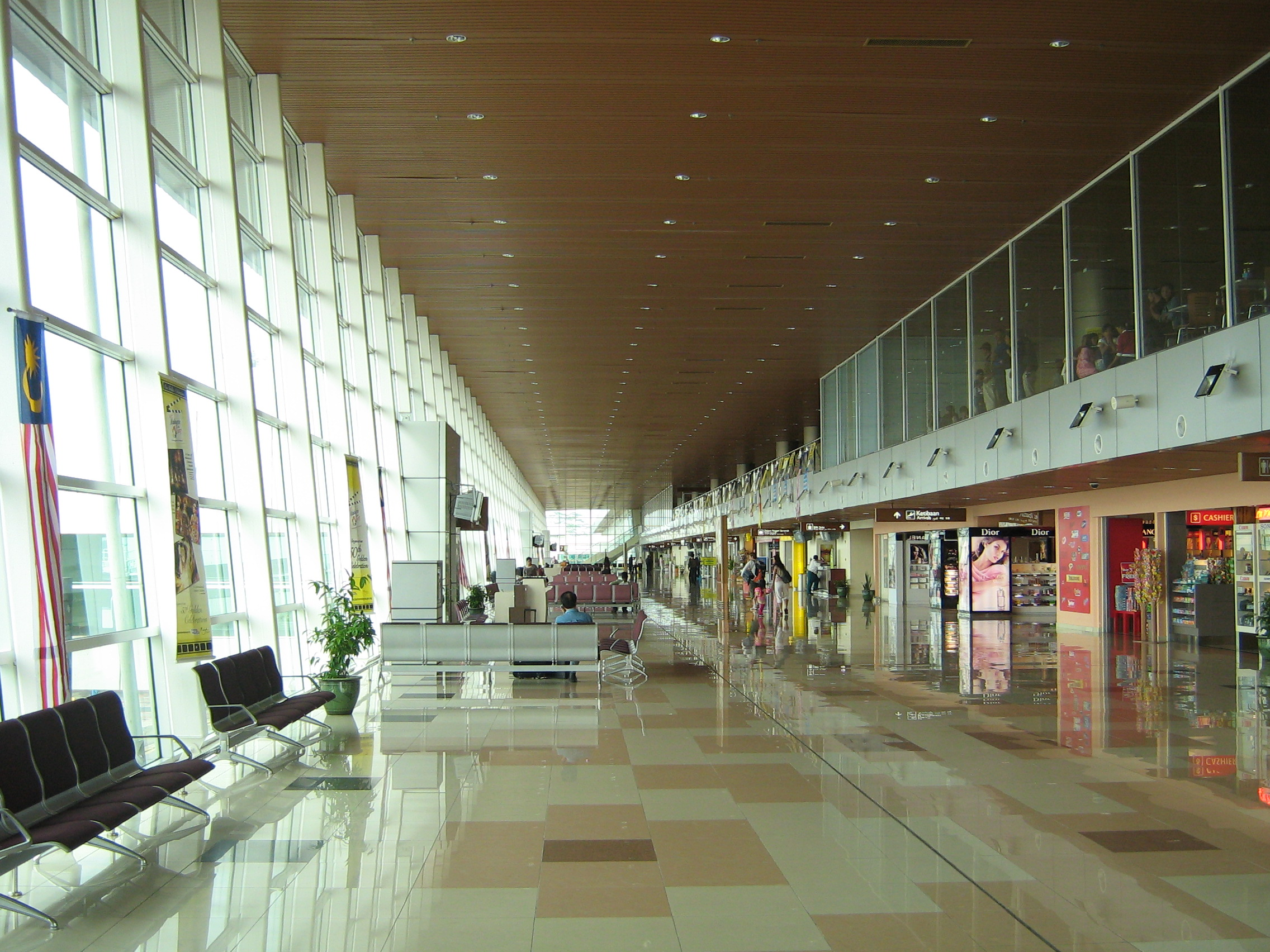
Piergebäude

Auf der untersten Ebene befinden sich die Einrichtungen der Gepäckausgabe, der Zollkontrolle und die Ankunftshalle samt Zufahrtsstraße. Die Etage darüber stellt die Hauptebene des Piergebäudes dar. Hier befinden sich die Flugsteige mit den Wartelounges für Passagiere. Im Hauptabfertigungsgebäude sind in dieser Ebene die Büros der Fluglinien untergebracht. Im dritten Stockwerk befinden sich die Einrichtungen für abfliegende Passagiere, darunter zwei Gruppen mit Check-in-Schaltern und die Immigrationsschalter.
Ähnlich wie das Hauptabfertigungsgebäude in Kuala Lumpur lässt sich das Fluggastgebäude in Kuching durch Anfügen weiterer Gebäudeeinheiten einfach erweitern.
Neun Flugsteige sind mit Fluggastbrücken ausgestattet, wobei drei davon über zwei Passagierbrücken verfügen und Gate 9 sogar für die Abfertigung des weltweit größten Passagierflugzeugs, dem Airbus A380, ausgelegt ist. Damit ist Kuching nach dem Hauptstadtflughafen Kuala Lumpur International Airport der zweite Flughafen in Malaysia, der für Flugzeuge dieser Größe ausgelegt ist.
Vier Parkpositionen sind außerdem für Propellermaschinen gedacht. Momentan nutzt diese jedoch ausschließlich die Billigfluggesellschaft AirAsia, um Kosten einzusparen. Die Flughafengebühren für Flugzeuge dieser Fluglinie sind deshalb niedriger, da keine Fluggastbrücken genutzt werden und die Flugsteige am weitesten vom Hauptabfertigungsgebäude entfernt sind. Die Regionalmaschinen werden zurzeit auf Parkpositionen für Standardrumpfflugzeuge abgefertigt.
Die Gebäudestruktur- und architektur orientiert sich stark am Flughafen Kuala Lumpurs. So ist beispielsweise die Dachstruktur über der Anfahrtsstraße fast identisch mit der am Hauptstadtflughafen. Im Gegensatz zum alten Abfertigungsgebäude findet man lokale Designelemente der Orang-Asli-Völker (Ureinwohner) nur in der Verschalung der Check-in-Schalter wieder, während das Vorgängergebäude sich stark an der Architektur der Orang Asli orientierte.

## Fluggesellschaften

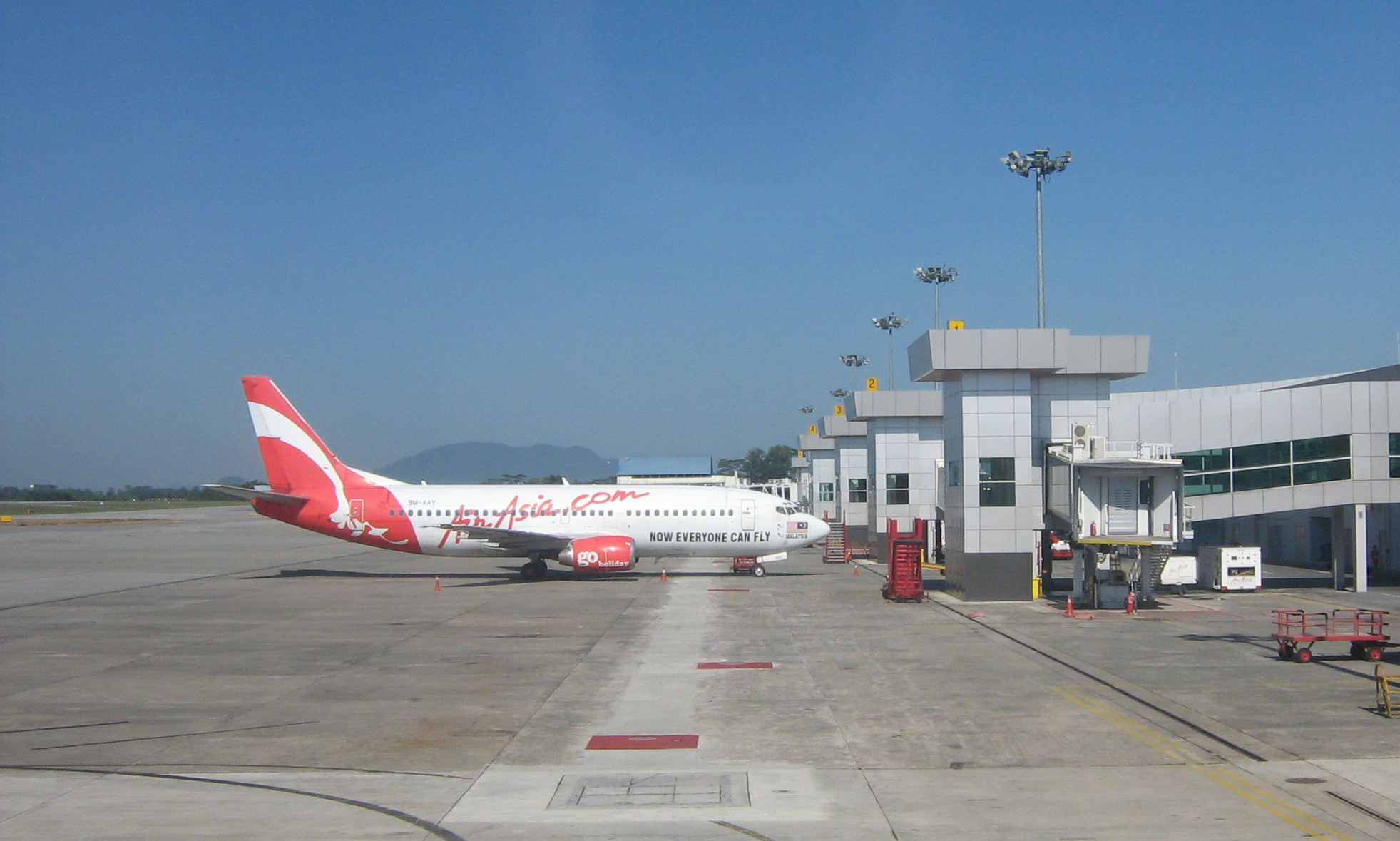
Boeing 737 der AirAsia

Kuching ist der zweitgeschäftigste Flughafen in Malaysia, weshalb er sowohl von zahlreichen malaysischen Fluggesellschaften als auch von einigen ausländischen Fluglinien angeflogen wird.
Die Regierung Sarawaks bemüht sich kontinuierlich um neue Verbindungen. Es wird vor allem nach neuen Flügen ins Ausland gesucht, nachdem der Staatscarrier Malaysia Airlines die Langstreckenflüge u. a. nach Frankfurt, Sydney und Perth einstellte. Mit der singapurischen Tiger Airways und der Ankündigung AirAsias von Strecken nach Bangkok, Jakarta und Macau tragen diese Bemühungen erste Früchte.
Möglicherweise ab Ende 2007 wird AirAsias Tochtergesellschaft AirAsiaeXpress Langstreckenflüge (Guangzhou, Taipeh) ex Kuching anbieten.

## Unfälle/Zwischenfälle
In den letzten zehn Jahren geriet der Flughafen wegen mehrerer Zwischenfälle häufig in die Schlagzeilen.
- 1999: Eine De Havilland Canada DHC-4 Caribou des malaysischen Militärs stürzte in ein Sumpfgebiet nahe dem Flughafengelände ab. Dabei kamen fünf Insassen ums Leben.
- 2006: Im Februar kam ein Airbus A330 der Malaysia Airlines nur wenige Meter vor dem Ende der Piste zum Stehen, nachdem der Pilot den Start aufgrund von Triebwerksproblemen abgebrochen hatte.
Nur wenige Tage später rutschte eine DHL-Frachtmaschine nach einer missglückten Landung über das Ende der Bahn.
Mitte 2006 litt der Flugbetrieb unter zwei Bombendrohungen, die sich als Scherz herausstellten.
Im September brach abermals ein Airbus den Start ab und schlitterte im Endbereich der Start- und Landebahn.
- 2007: Im Januar kamen bei der Bruchlandung einer Boeing 737 die Insassen mit dem Schrecken davon.[4]
- 2011: Am 10. Januar kam ein Airbus A320 der AirAsia (Flug 5218) bei der Landung rechts von der Landebahn ab und geriet auf die Grasfläche, wobei das Bugfahrwerk kollabierte. Während der Landung gingen schwere tropische Regenfälle über dem Flughafen nieder. Vier Insassen wurden bei der Evakuierung leicht verletzt.